# 동두천 락 페스티발
동두천 락 페스티발은 1998년 시작된 대한민국의 대표적 록(Rock) 음악 축제이다. 매년 8~9월 중에 열린다. 국내외 유수의 락 그룹이 수 일에 걸쳐 공연하며, 각종 경연대회를 개최하여 신인들의 경연장으로서의 역할을 중요시 한다. '동두천락페', '동락페' 등의 약칭으로도 불린다.

## 연혁
- 제1회-1999년 9월 11일 ~ 9월 12일 동두천시종합운동장에서 첫 공연
- 제2회-2000년 7월 28일 ~ 7월 30일 '소요 록 페스티벌 2000'이라는 이름으로 동두천시종합운동장에서 개최
- 제3회-2001년 7월 26일 ~ 7월 29일 '소요 록 페스티벌 2001'이라는 이름으로 동두천시종합운동장에서 개최
- 제4회-2002년 8월 23일 ~ 8월 25일 '소요 록 페스티벌 2002'이라는 이름으로 소요산에서 개최
- 제5회-2003년 8월 14일 ~ 8월 16일 '한·일 월드 락 페스티벌'이라는 이름으로 소요산에서 개최
- 제6회-2004년 8월 13일 ~ 8월 15일 동두천시종합운동장에서 개최
- 제7회-2005년 8월 20일 ~ 8월 21일 동두천시종합운동장에서 개최
- 제8회-2006년 8월 19일 ~ 8월 20일 동두천시종합운동장에서 개최
- 제9회-2007년 8월 19일 ~ 8월 20일 동두천시종합운동장 보조 경기장에서 개최
- 제10회-2008년 8월 17일 ~ 8월 19일 소요산 특설무대에서 개최

## 의의
동두천은 대한민국 락의 발상지이다. 이러한 자부심을 바탕으로 동두천시의 교사, 예술인, 출판인, 문화원 관계자, 교수 등은 관의 간섭을 일체 봉쇄하고 자체적으로 락 페스티발을 구상했다. 동두천시는 종전까지 미군의 주둔으로 인해 과도하게 부정적인 이미지로 각인되었으며, 이로 인한 사회적 피해가 막심하였다. 동두천시민들은 이러한 부정적 이미지를 쇄신하고 새로운 동두천의 미래를 위해 락 페스티발이라고 하는 하나의 거대한 구상을 하게 된 것이다. 실제로 동두천은 대한민국 락 음악의 발상지이자, 신중현을 비롯한 초창기 락 밴드들의 주 활동지이기도 했다. 이러한 락 음악의 역사는 일견 부정적 문화의 한 단면으로 보일 수도 있으나, 동두천시민들은 발상의 전환을 통해 동두천의 다시금 대한민국 락의 중심지로 부상시킨 것이다. 또한 신인 발굴을 위한 경연을 중시하여 신인 등용문으로도 자리매김하였다. 이러한 동두천시민들의 열정이 있었기에 일회성 공연으로 끝나기 쉬운 음악 축제가 2019년 현재 21회째 공연을 맞이한다. 동두천 락 페스티벌은 국내 최장수 뮤직 페스티벌의 위치를 공고히 하고 있다.

## 같이 보기
- 대한민국의 음악제 목록